# Apogonia maculipennis
Apogonia maculipennis är en skalbaggsart som beskrevs av Moser 1924. Apogonia maculipennis ingår i släktet Apogonia och familjen Melolonthidae. Inga underarter finns listade i Catalogue of Life.